# Santiago Conguripo
Santiago Conguripo är en ort i Mexiko.   Den ligger i kommunen Huetamo och delstaten Michoacán de Ocampo, i den södra delen av landet, 230 km väster om huvudstaden Mexico City. Santiago Conguripo ligger 200 meter över havet och antalet invånare är 366.
Terrängen runt Santiago Conguripo är kuperad västerut, men österut är den platt. Santiago Conguripo ligger nere i en dal. Runt Santiago Conguripo är det glesbefolkat, med 11 invånare per kvadratkilometer. Närmaste större samhälle är Zirándaro, 14,0 km öster om Santiago Conguripo. I omgivningarna runt Santiago Conguripo växer huvudsakligen savannskog.